# Innerstträsket, Norrbotten
Innerstträsket är en sjö i Bodens kommun i Norrbotten och ingår i Luleälvens huvudavrinningsområde. Sjön har en area på 0,221 kvadratkilometer och ligger 176,9 meter över havet. Sjön avvattnas av vattendraget Idbäcken.

## Delavrinningsområde
Innerstträsket ingår i det delavrinningsområde (732968-174276) som SMHI kallar för Mynnar i Luleälvens vattendragsyta. Medelhöjden är 169 meter över havet och ytan är 13,3 kvadratkilometer. Det finns inga avrinningsområden uppströms utan avrinningsområdet är högsta punkten. Idbäcken som avvattnar avrinningsområdet har biflödesordning 2, vilket innebär att vattnet flödar genom totalt 2 vattendrag innan det når havet efter 67 kilometer. Avrinningsområdet består mestadels av skog (75 procent) och sankmarker (14 procent). Avrinningsområdet har 0,44 kvadratkilometer vattenytor vilket ger det en sjöprocent på 3,3 procent.